# Sénanqueklostret

Klostret och ett lavendelfält

Sénanque Abbey, på provensalska: abadiá de Senhanca och på franska: Abbaye Notre-Dame de Sénanque) är ett cistercienserkloster som är beläget nära småorten Gordes i Vaucluse i Provence i södra Frankrike. Klostret plundrades och övergavs under hugenottkrigen i slutet av 1500-talet och hamnade i privat ägo. Det återköptes av cistercienseorden år 1854 och munkarna blev kvar till 1903. Från och med 1988 finns det åter en munkar på klostret. Munkarnas sekulära huvudsyssla är att odla lavendel och bin.
Klostret utgör tillsammans med två andra provensalska cisterienserkloster Silvacane och Thoronet de tre provensalska systrarna.

## Historik
De första munkarna kom till platsen 1148. Med stöd av de lokala härskarna i Simiane-la-Rotonde byggdes klosterkyrkan som helgades 1178. Andra byggnader följde enligt samma modell som cisterinserordens moderkloster Cîteaux.
Bland byggnaderna finns fina exempel på romansk arkitektur inklusive klostrets scriptorium som var den enda byggnaden med möjlighet till uppvärmning.
Kostrets refektorium, matsal, tillkom på 1600-talet. Annars är byggnaderna ovanligt intakta. Enligt cisteriencisk byggnadstradition ligger fokus på enkelhet, anspråkslöshet och harmoni med ett minimum av dekorationer eller andra distraktioner. Till exempel är pelarnas kapitäl i korsgången reducerade till en enkel form för att reducera ett sensuellt uttryck.
Klosterkyrkan är T-formad med en absid som framträder utanför klostrets mur. Klostret är placerat med koret och altaret i norr eftersom områdets terräng inte medgav att kyrkan orienterades i traditionell östlig riktning. 
På 1200- och 1300-talen nådde klostret sin höjdpunkt och det drev fyra kvarnar, sju jordegendomar och det innehade flera stora landområden i Provence.
År 1509 utsågs den första utomstående abboten, vilket är ett tydligt tecken på en långvarig tillbakagång. Det fanns då ett dussin munkar på klostret. Under hugenottkrigen i slutet av 1500-talet plundrades klostret och övergick i statlig ägo och såldes till en privat ägare.
Området köptes tillbaka av cistercienserorden och befolkades av en mindre strikt gren under andra halvan av 1800-talet. Dessa förflyttades till sitt moderkloster Lérinsklostret på ön Saint Honorat utanför Cannes. En mindre antal munkar flyttade dit år 1988 och dessa lyder fortfarande under Lérinsklostret.
Munkarna bedriver lavendelodling och biodling och det är möjligt för besökare att stanna på klostret för andlig och själslig vila.